# Alpha Condé
Alpha Condé (1938. március 4. –) guineai politikus, 2010-től  2021-ig Guinea elnöke. Országa történetének első demokratikusan megválasztott államfője.
Condét 2015 októberében újraválasztották. A választásokat az Európai Unió képviselői szabályosnak minősítették, de Cellou Dalein Diallo, Condé kihívója az elnökválasztáson választási csalással vádolta meg.
2021. szeptember 5-én államcsínnyel megfosztották a hatalomtól Alpha Condét.
2022. december 9-én az Egyesült Államok Pénzügyminisztériuma közzétett egy listát több mint negyven olyan személyről, akiket korrupciós cselekmények és emberi jogok megsértése miatt szankciók sújtottak. A Külföldi Vagyonellenőrzési Hivatal (OFAC) célpontjai Alpha Condé is szerepelt.